# آوتوواز

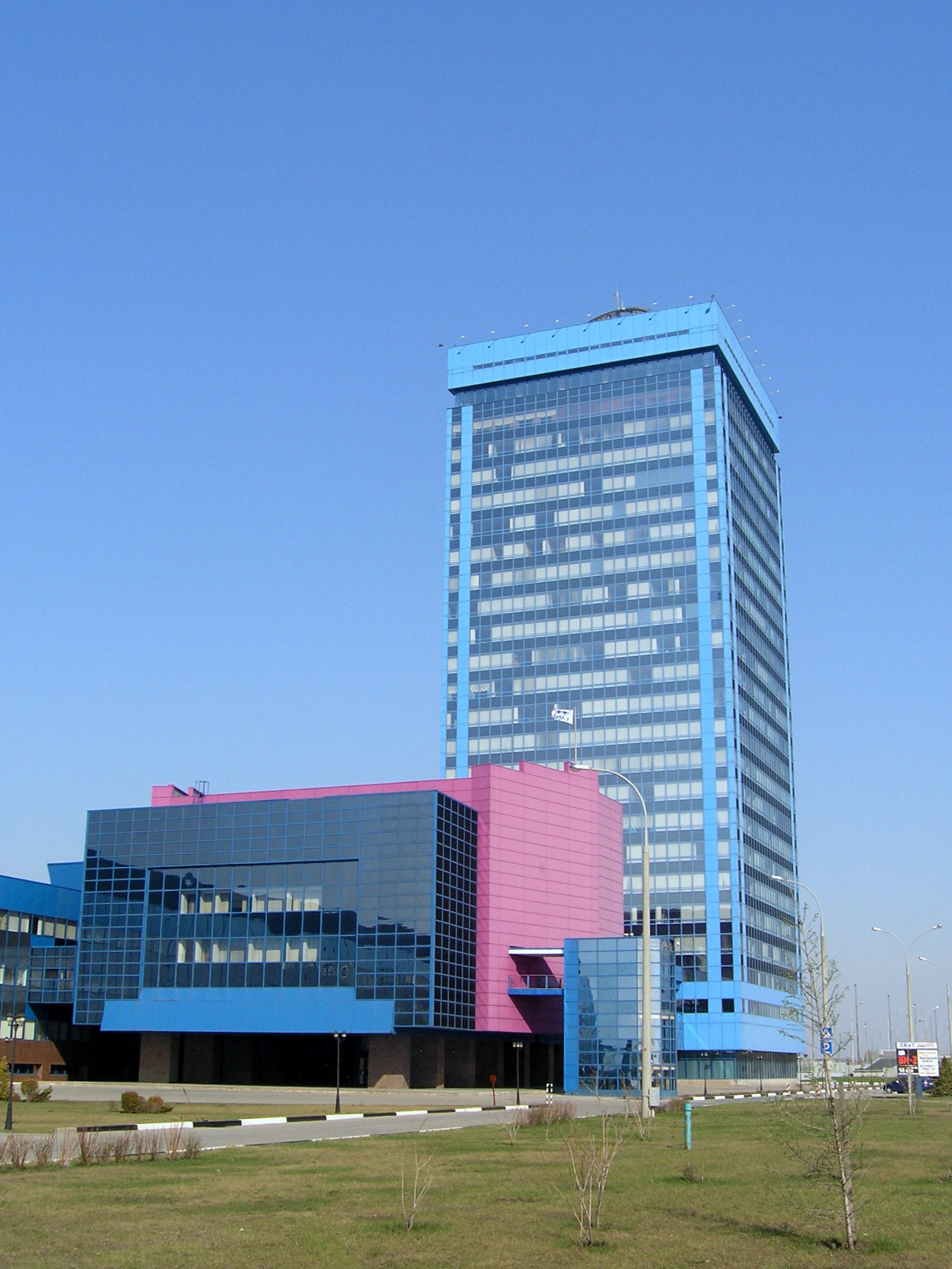
ساختمان مرکزی آوتوواز در شهر تولیاتی

آوتوواز (به روسی: АвтоВАЗ) که از قدیم در جهان به نام خانه لادا مشهور است، شرکت خودروسازی روسی است، که با نام واز (ولژسکی آوتومبیلینی زاود) نیز شناخته می‌شود، اما شهرت آن در صنعت خودروسازی جهان، به‌دلیل مالکیت مارک لادا می‌باشد.
این شرکت در اواخر دهه ۱۹۶۰ با همکاری شرکت فیات تأسیس شد. در حال حاضر ۲۵٪ از سهام این شرکت متعلق به شرکت فرانسوی رنو می‌باشد.
شرکت آوتوواز بیش از یک میلیون خودرو در سال تولید می‌کند، از جمله این تولیدات می‌توان به خودروی لادا کالینا، لادا ۱۱۰ و خودروی بیابانی نیوا اشاره کرد. مدل وی‌ای‌زد-۲۱۰۱ نیز از روی مدل فیات ۱۲۴ طراحی و تولید شده‌است.
کارخانه اصلی آوتوواز با بیش از ۱۴۹ کیلومتر خط تولید، یکی از بزرگترین کارخانه‌های خودروسازی جهان است. این شرکت همچنین در اینکه بیشترین قطعات محصولاتش بومی هستند، منحصربه‌فرد است.

## نگارخانه

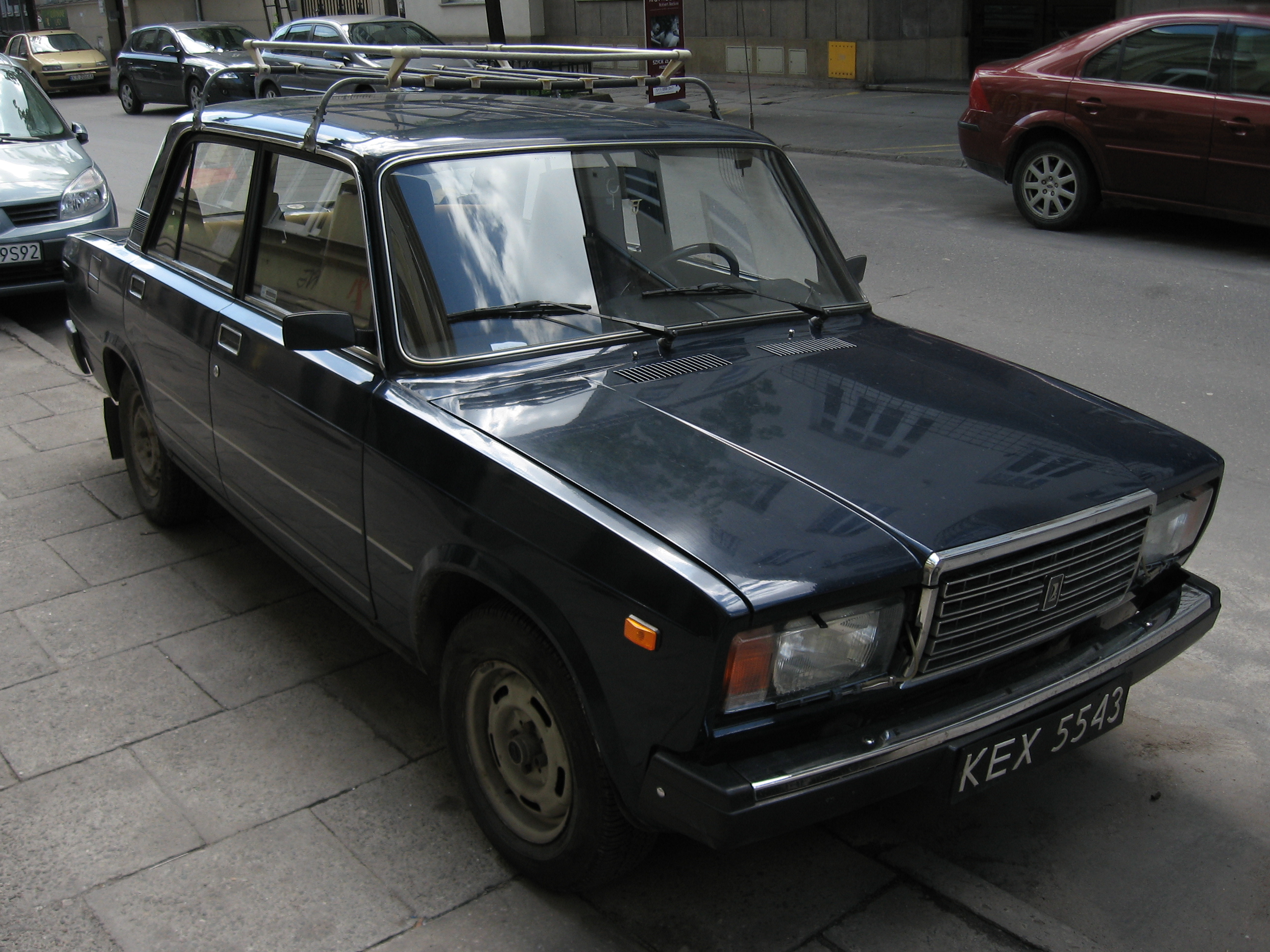
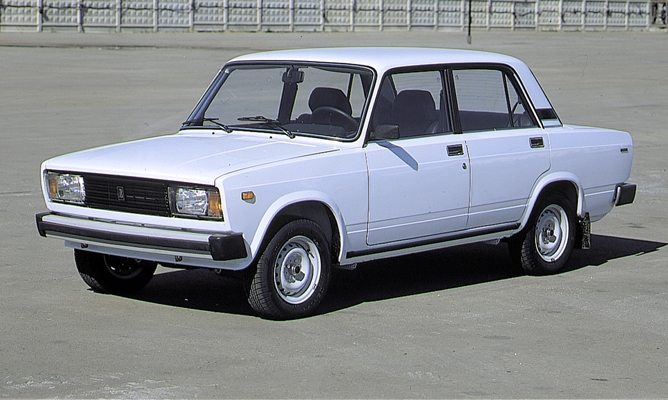
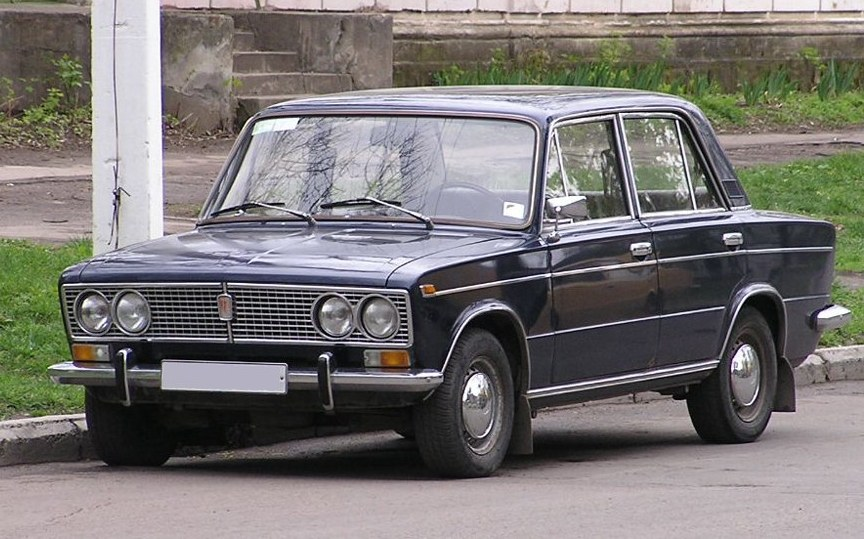
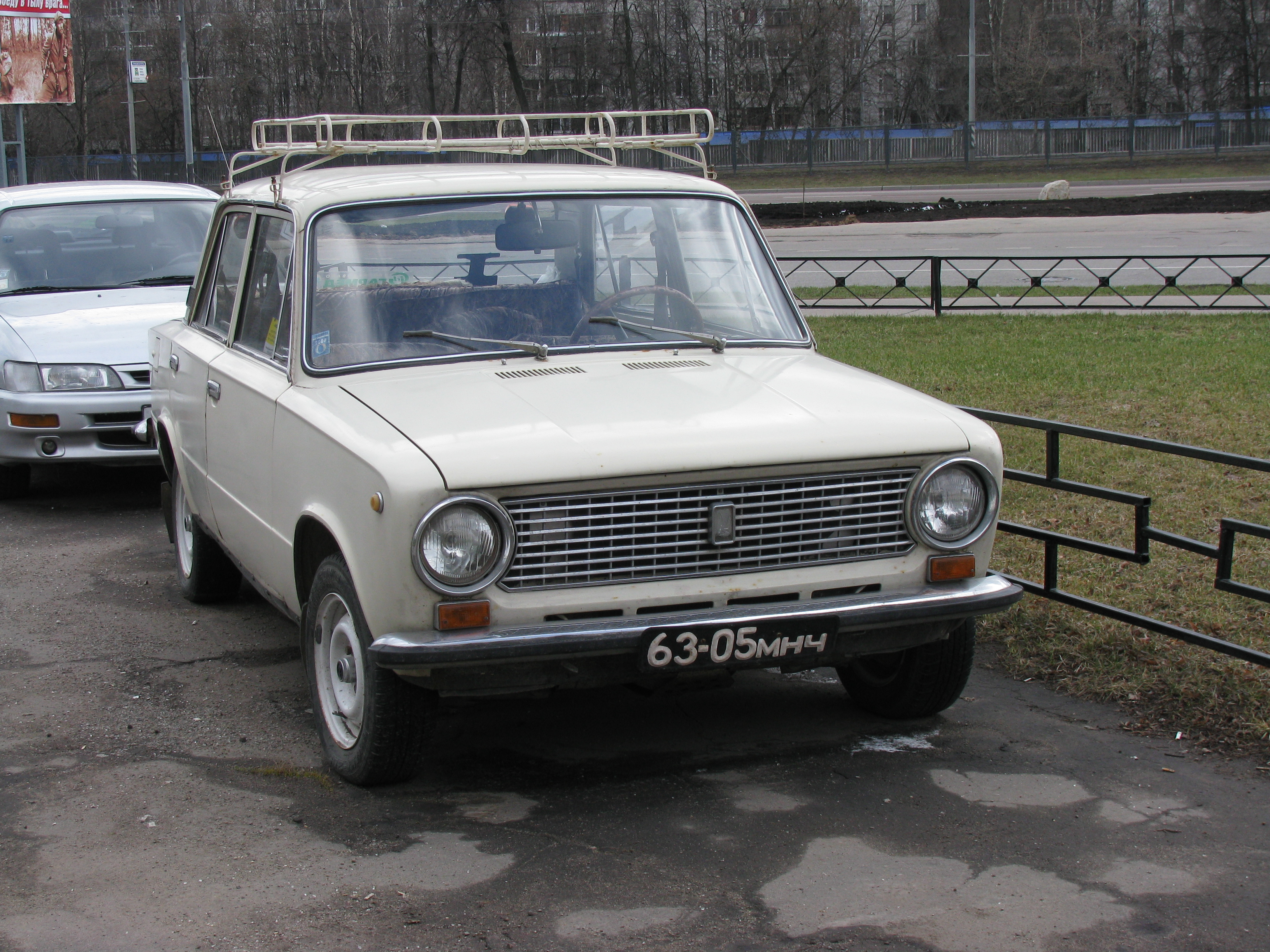
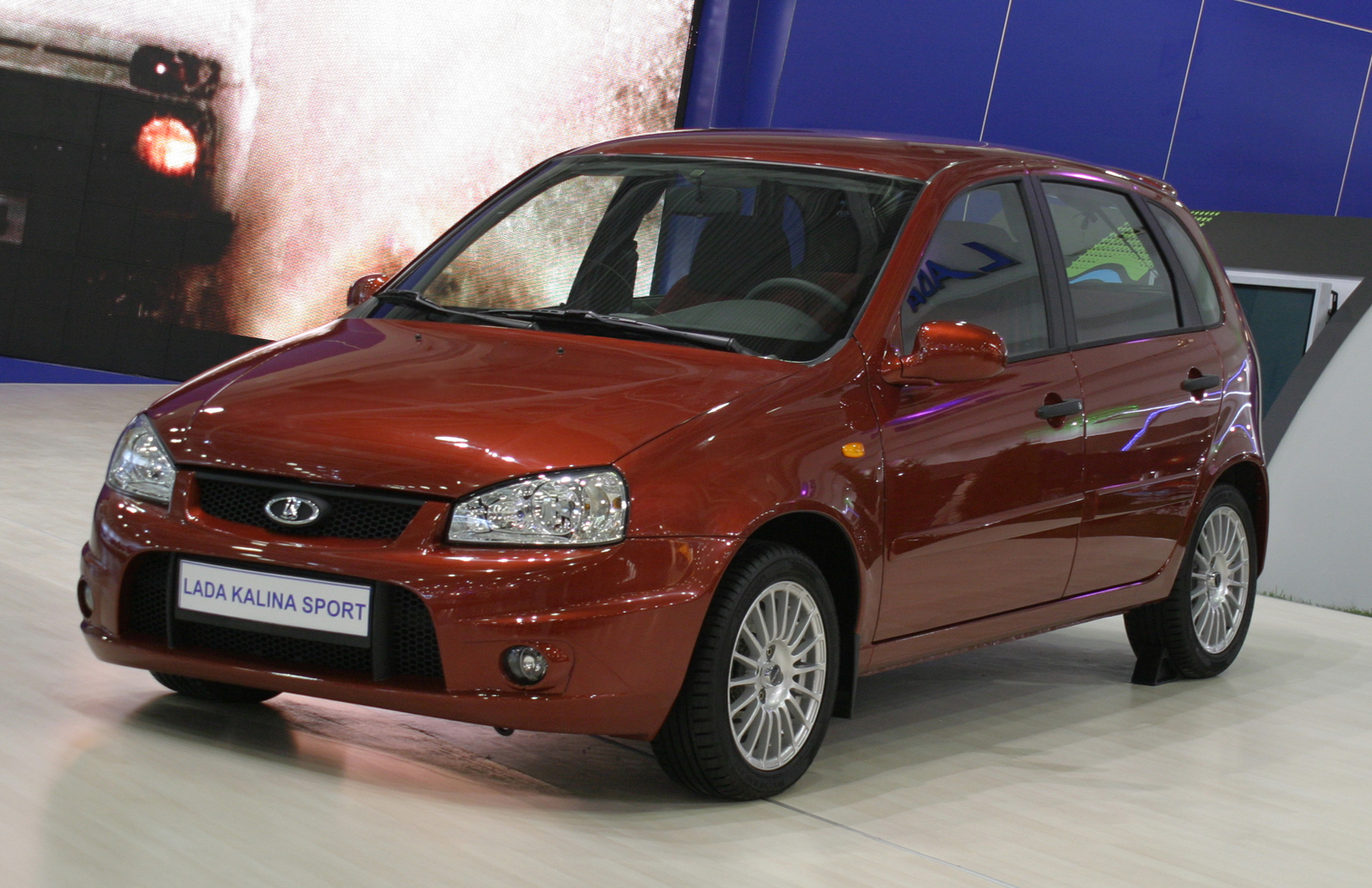
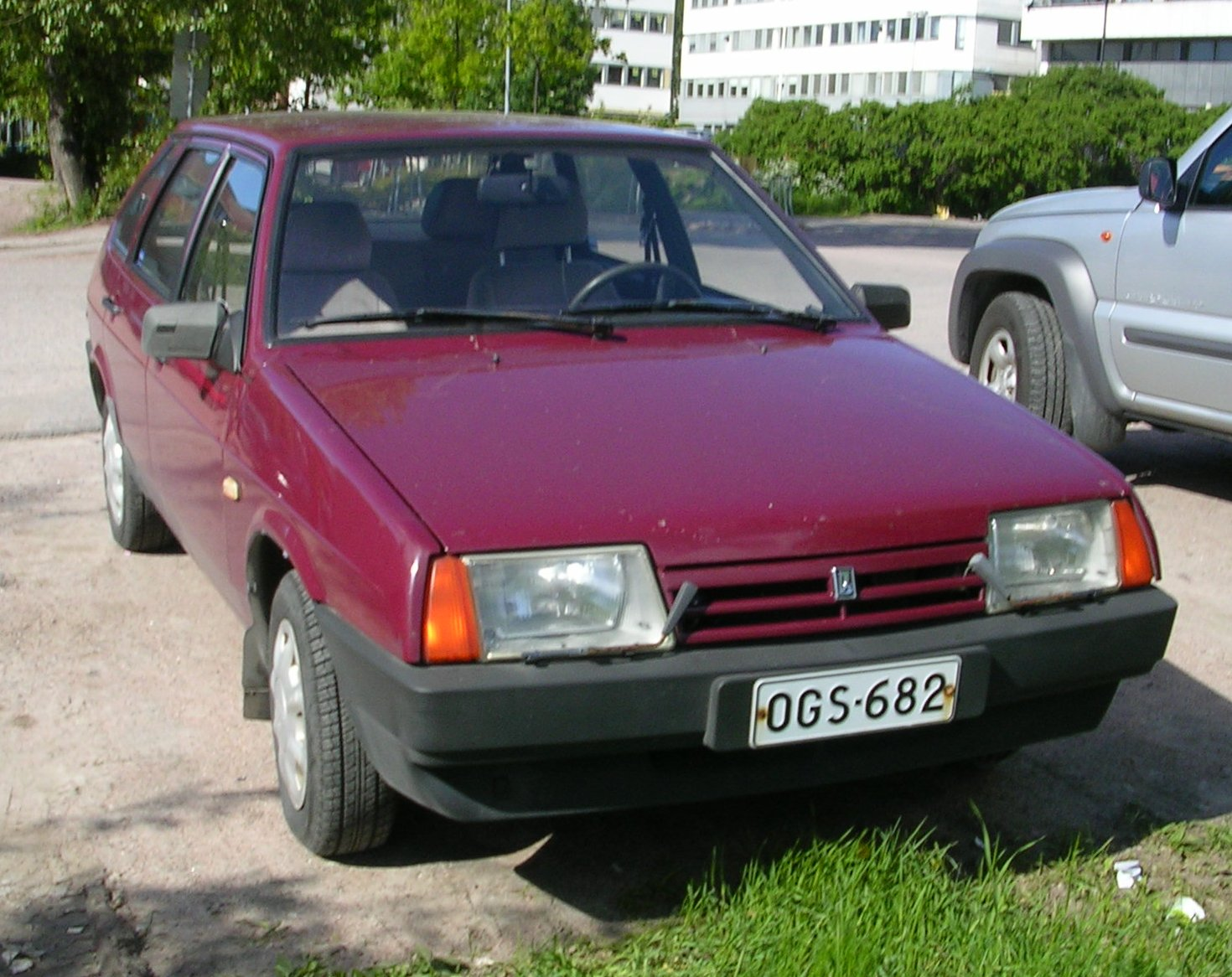
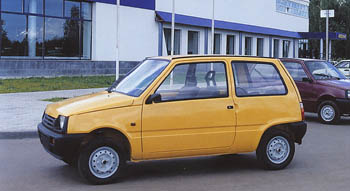
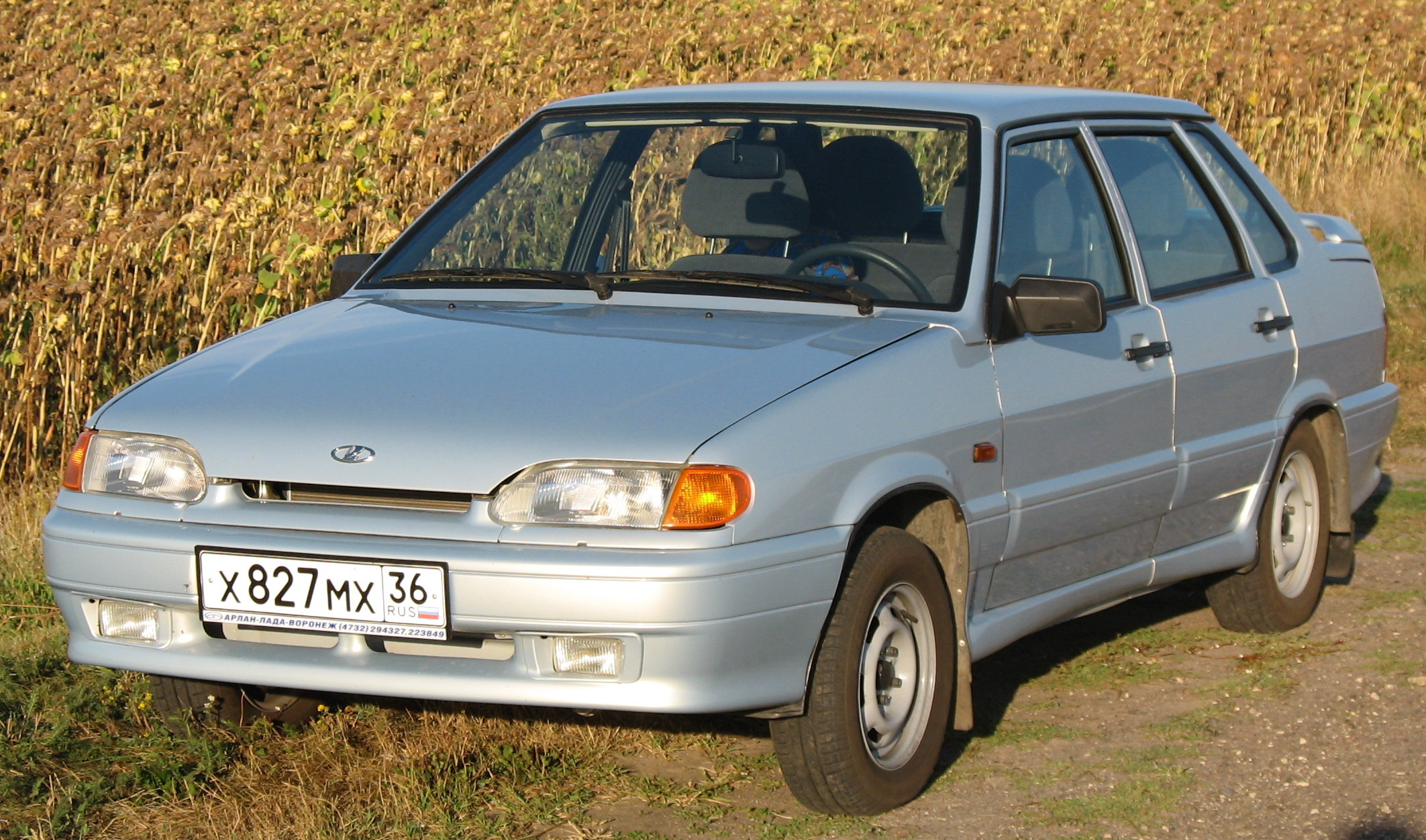
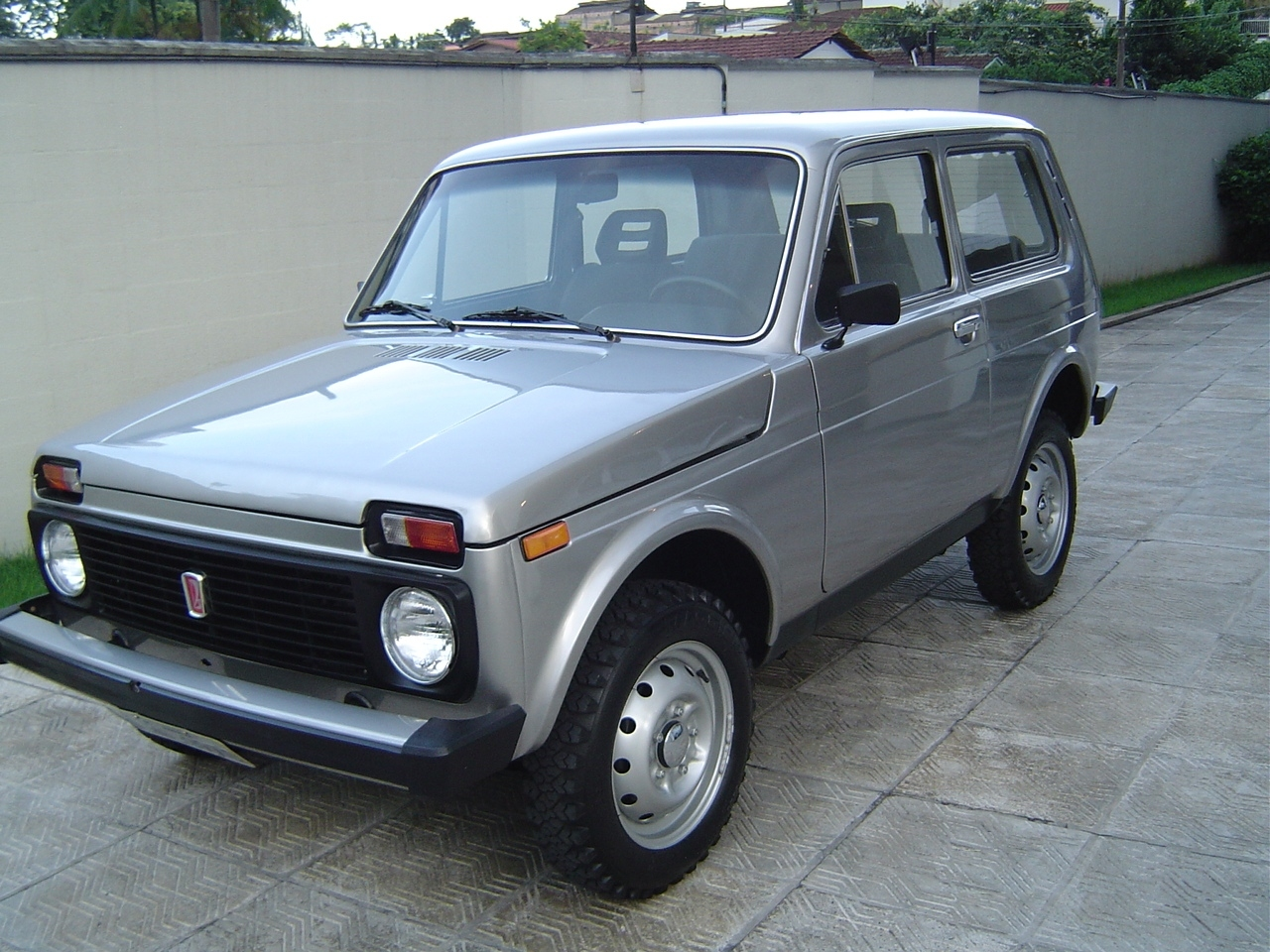
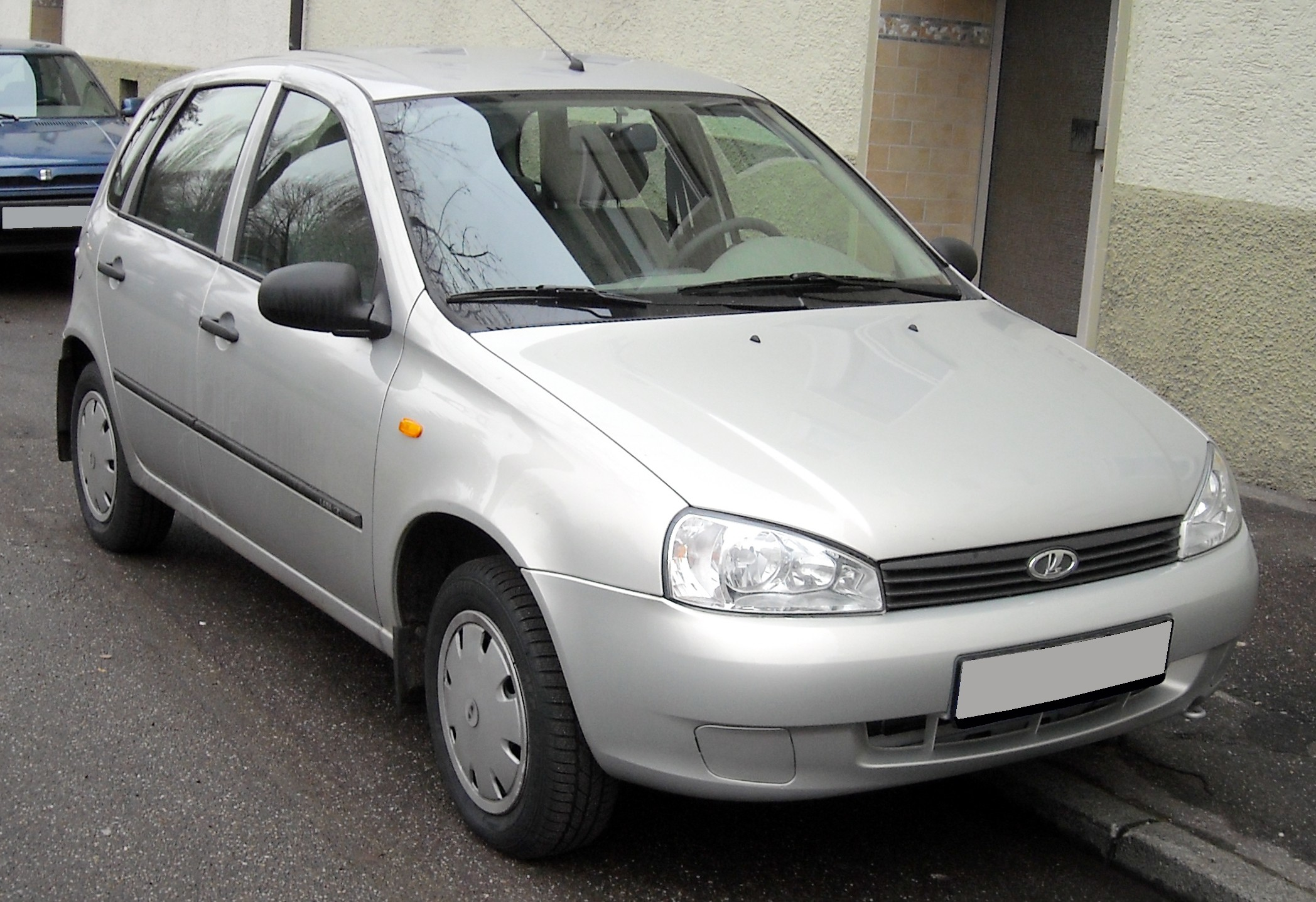
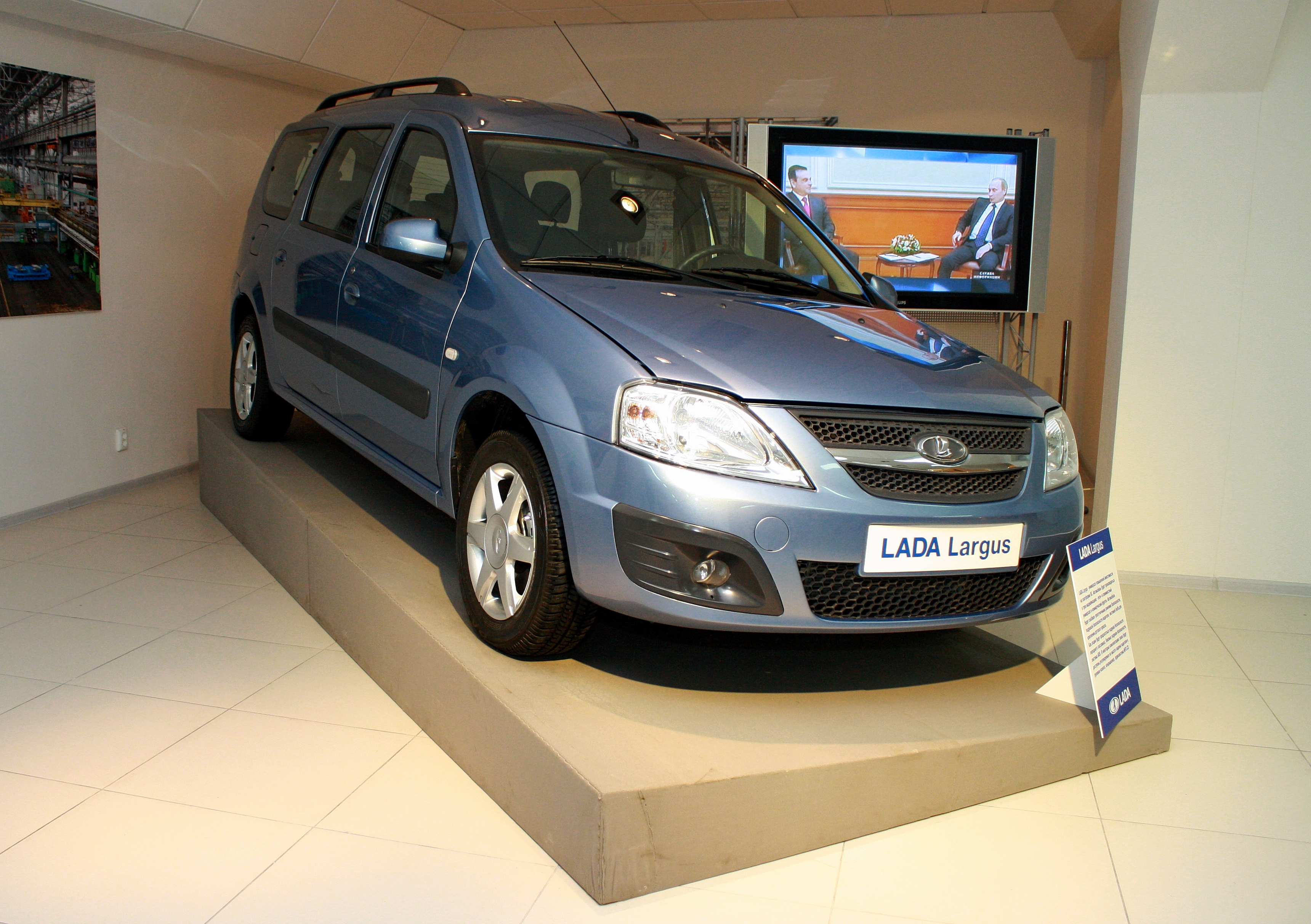
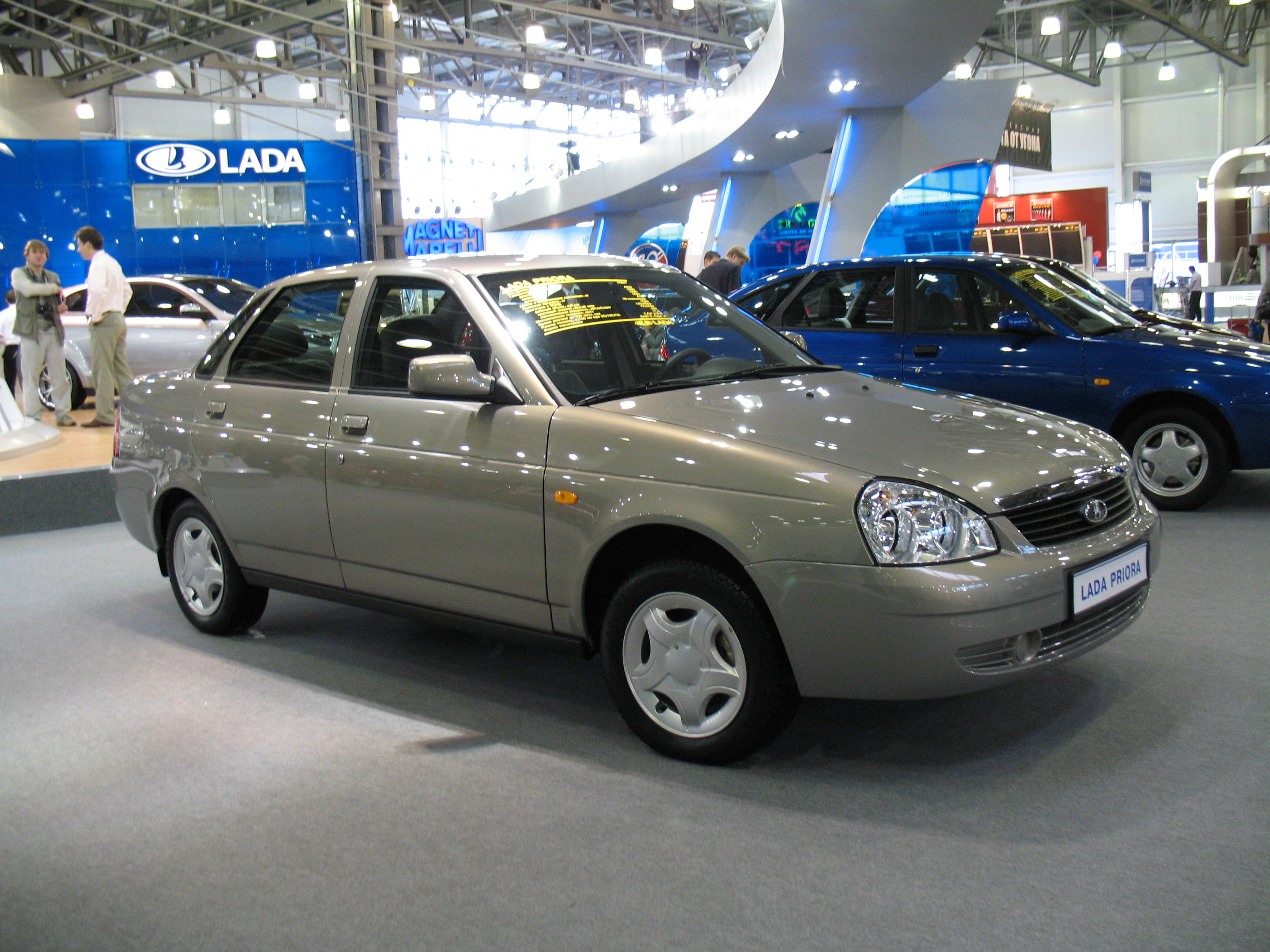
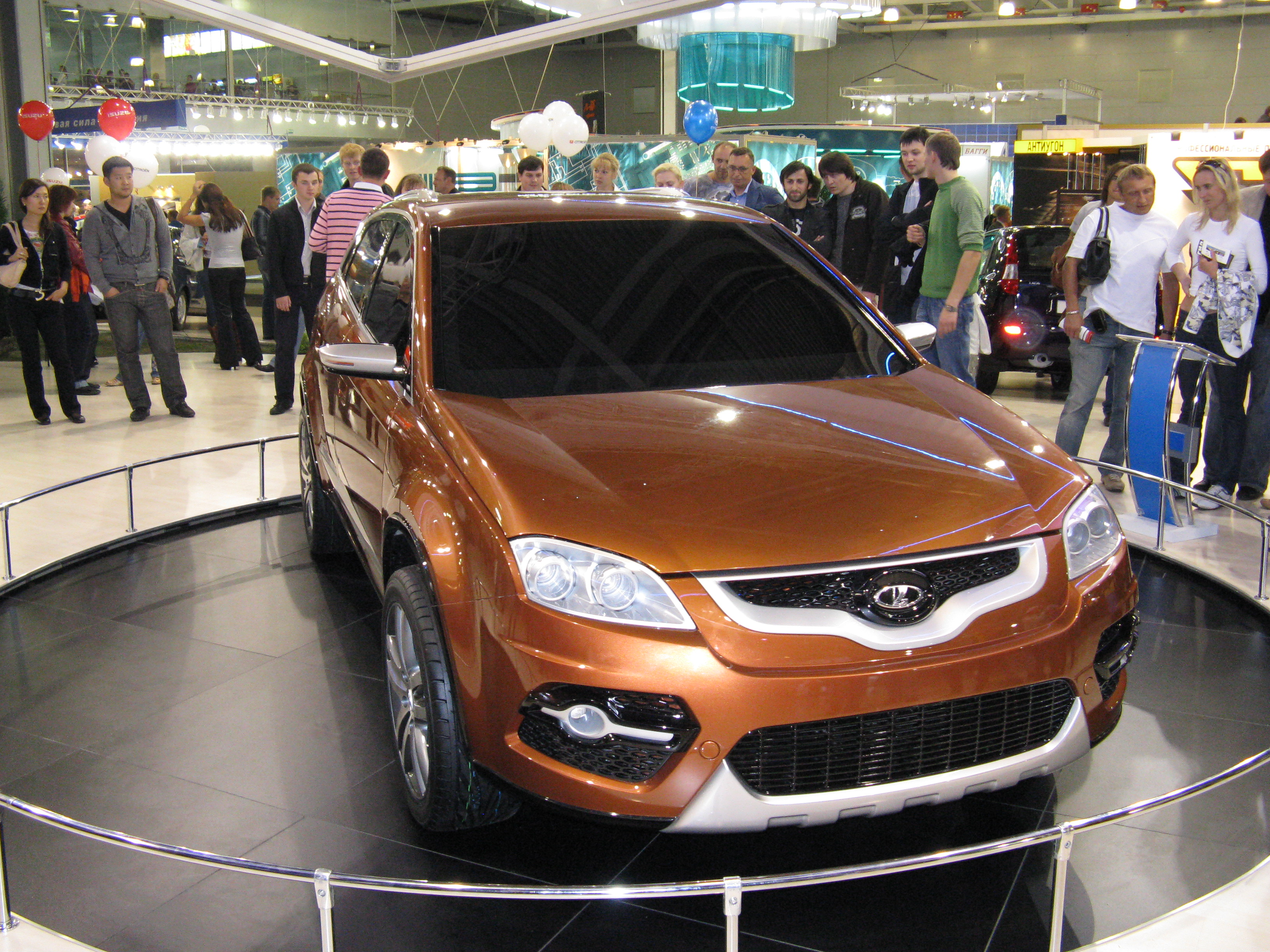
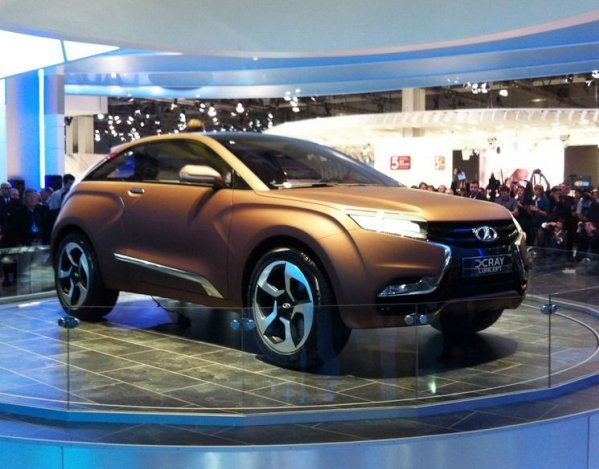
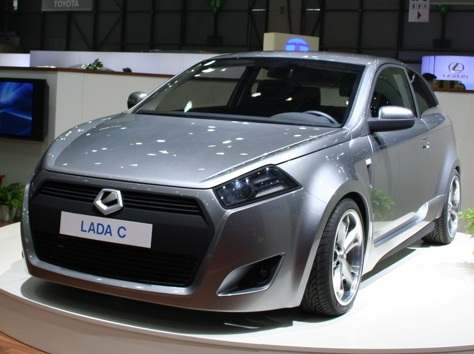
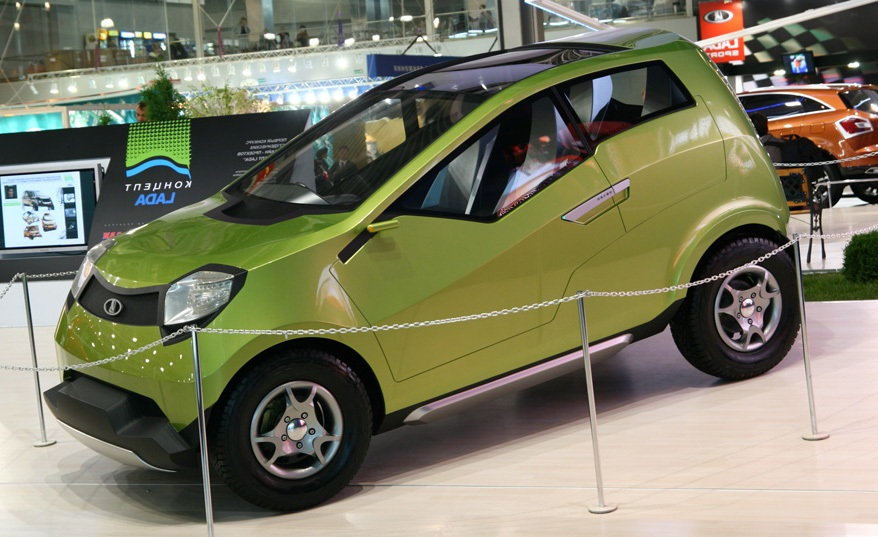
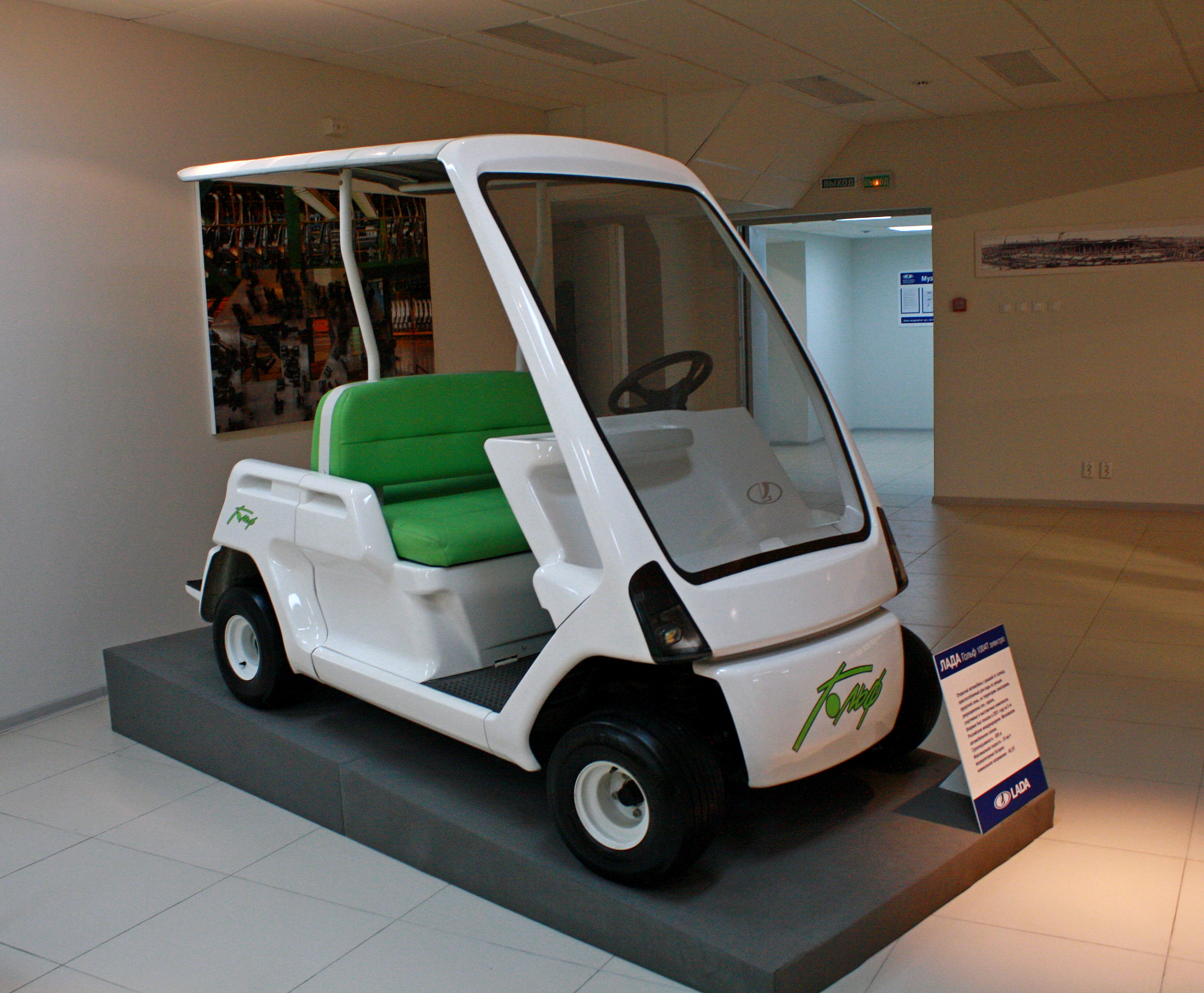
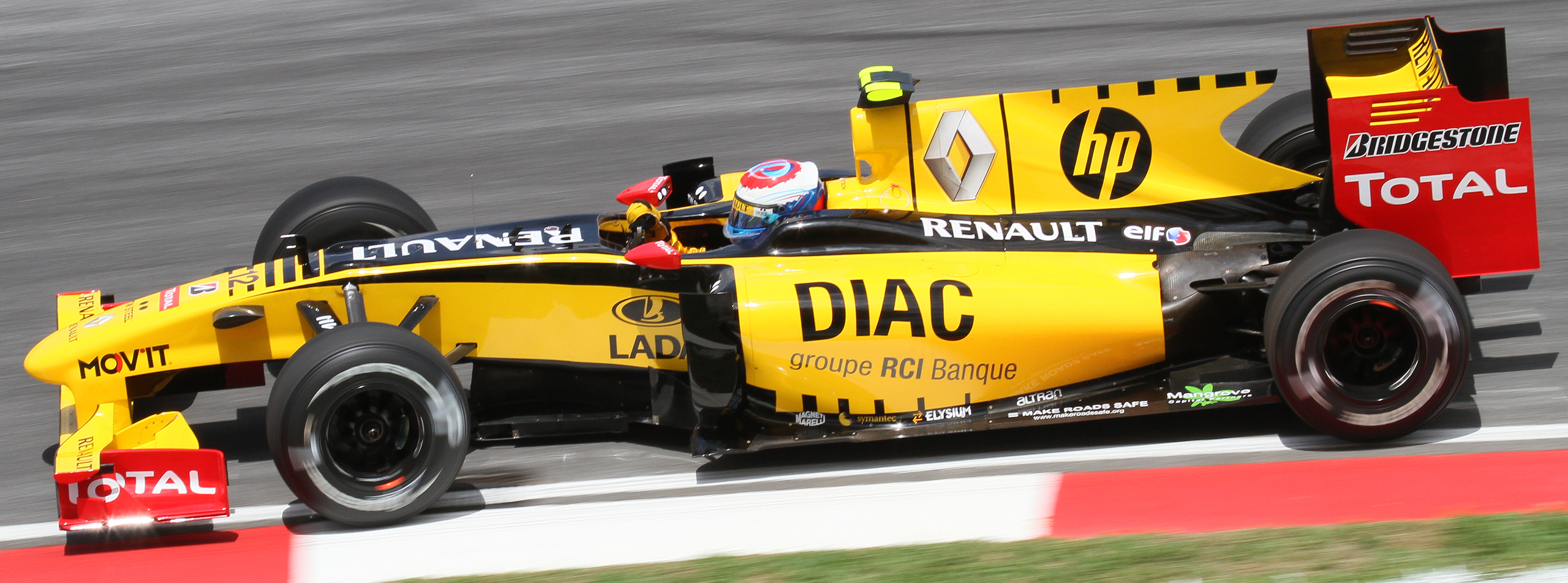
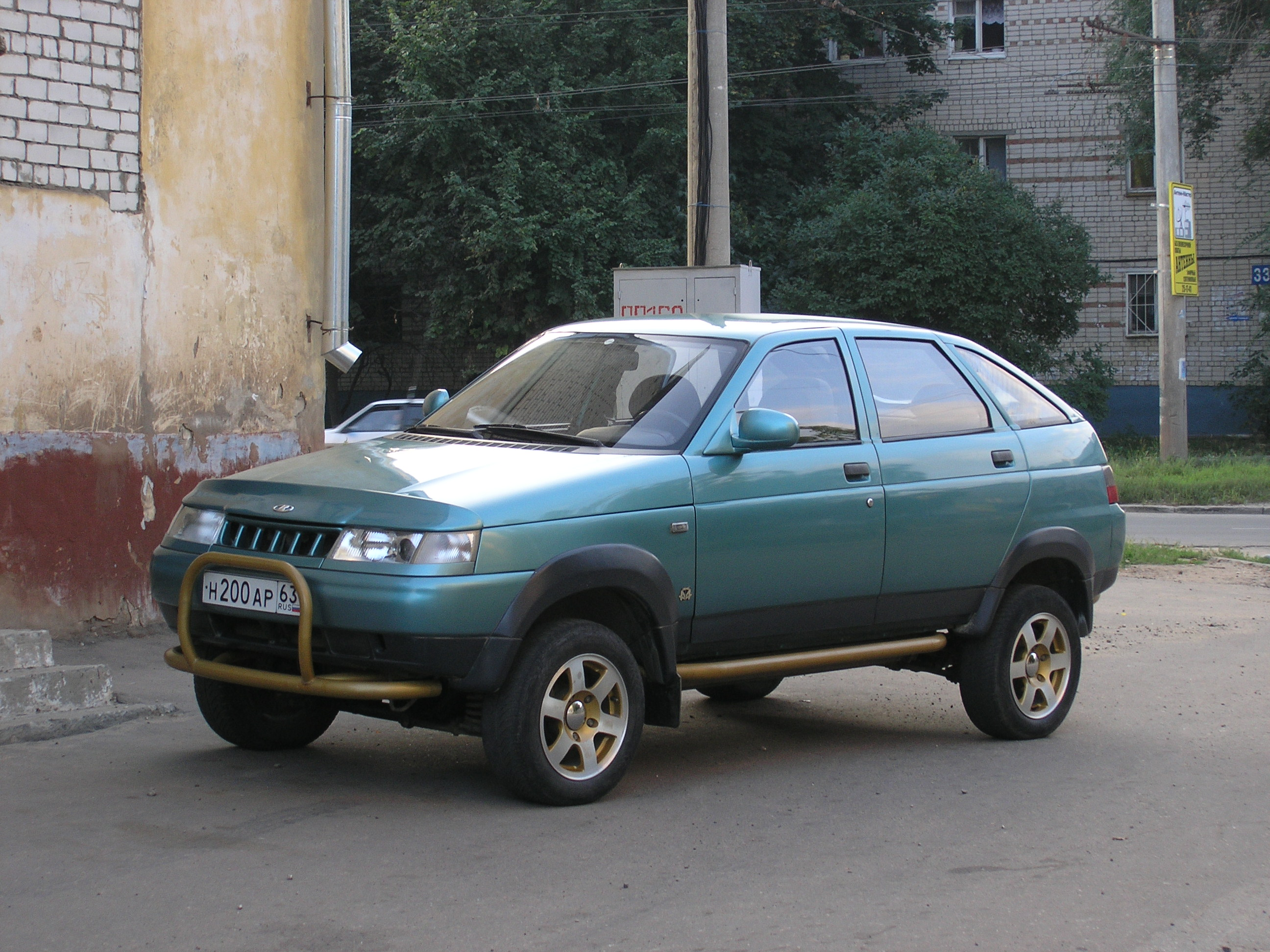
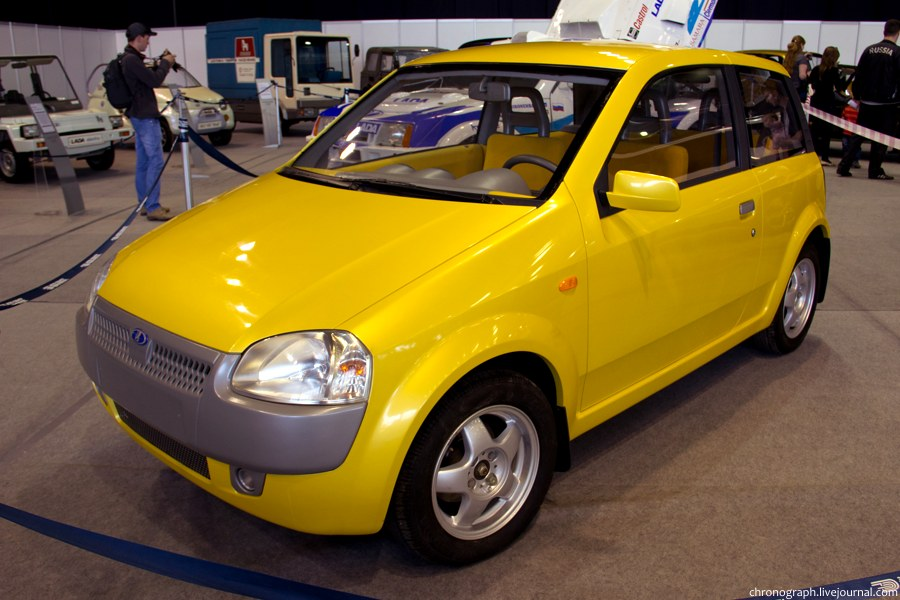